# Анис Матта
Анис Матта (индон. Anis Matta) (род. 7 декабря 1968 года, округ Боне, Южный Сулавеси) — индонезийский политический деятель. Председатель (с 2013) и генеральный секретарь (1998-2013) Партии справедливости и благоденствия (ПСБ).

## Биография
В 1992 году окончил Институт исламских и арабских исследований, получив степень бакалавра исламских наук. В 2001 году поступил в Академию национальной безопасности и устойчивого развития.
Был членом руководства мусульманской общественной организации Мухаммадия.
С 1998 года был генеральным секретарём ПСБ, с 2004 года — депутатом Совета народных представителей (СНП). В 2009-2013 годах занимал пост вице-спикера СНП, однако 1 февраля 2013 года оставил эту должность ради должности председателя ПСБ. Он сменил на посту председателя Лутхфи Хасана Исхака, которому были предъявлены обвинения в коррупции.

## Личная жизнь
У Аниса Матты две жены. От первой жены, Анавай Ирианти Маншур (индон. Anaway Irianty Mansyur) он имеет семь детей. В 2006 году он женился вторично — его решение взять в жёны молодую девушку из Венгрии Силви Фабулу (венг. Szilvi Fabula), впоследствии принёсшую ему троих детей, вызвало широкие дискуссии о допустимости полигамии в индонезийском обществе.